# 7195 Danboice
7195 Danboice è un asteroide della fascia principale. Scoperto nel 1994, presenta un'orbita caratterizzata da un semiasse maggiore pari a 2,4219287 UA e da un'eccentricità di 0,2323710, inclinata di 9,05110° rispetto all'eclittica.